# St. Remigius (Bergheim)

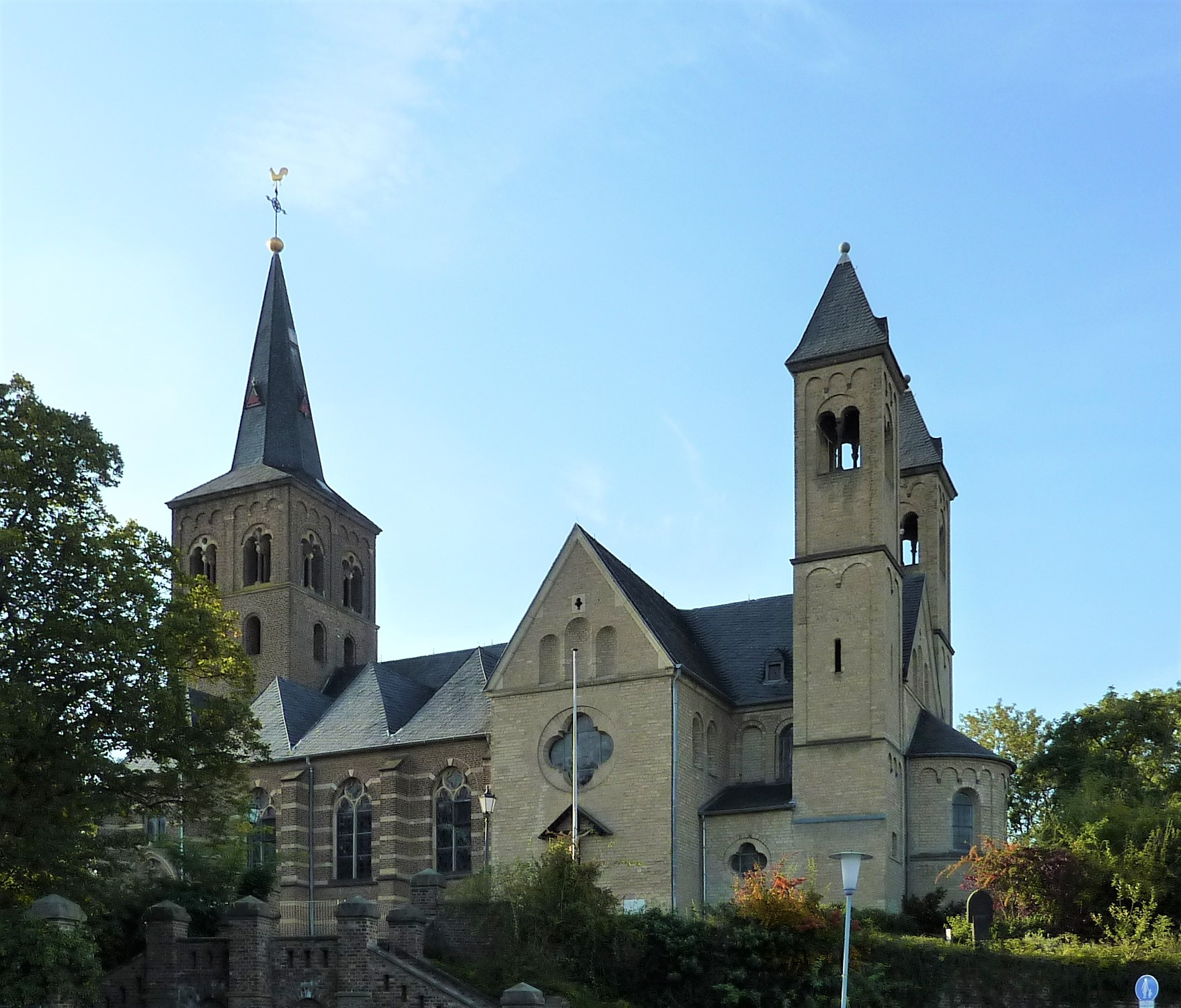
Die Pfarrkirche St. Remigius

Die römisch-katholische Pfarrkirche St. Remigius in der Kirchstraße der Kreisstadt Bergheim im Rhein-Erft-Kreis (Nordrhein-Westfalen) wurde im 12. Jahrhundert erbaut. 

## Baugeschichte und Architektur
Älter als die mittelalterliche Stadt Bergheim ist die Siedlung Bergheimerdorf, wo im 5. oder 6. Jahrhundert Franken siedelten, da der aus Sand und Kies bestehende Kirchberg die Erftniederung um mehrere Meter überragt und Schutz vor Überschwemmungen bot. Daher rührt der Name „Bergheim“: Siedlung an oder auf einem Berg.
In der fränkischen Siedlung dürfte schon bald eine Kirche erbaut worden sein, vermutlich aus Holz, der Vorgängerbau der heutigen Pfarrkirche. Die Kirche war seit 1028 im Besitz der Reichsabtei Kornelimünster und 1257 bis 1802 der Abtei inkorporiert. In der zweiten Hälfte des 12. Jahrhunderts entstand unter der Führung Kornelimünsters der steinerne Sakralbau, der sich in wesentlichen Teilen bis heute erhalten hat.

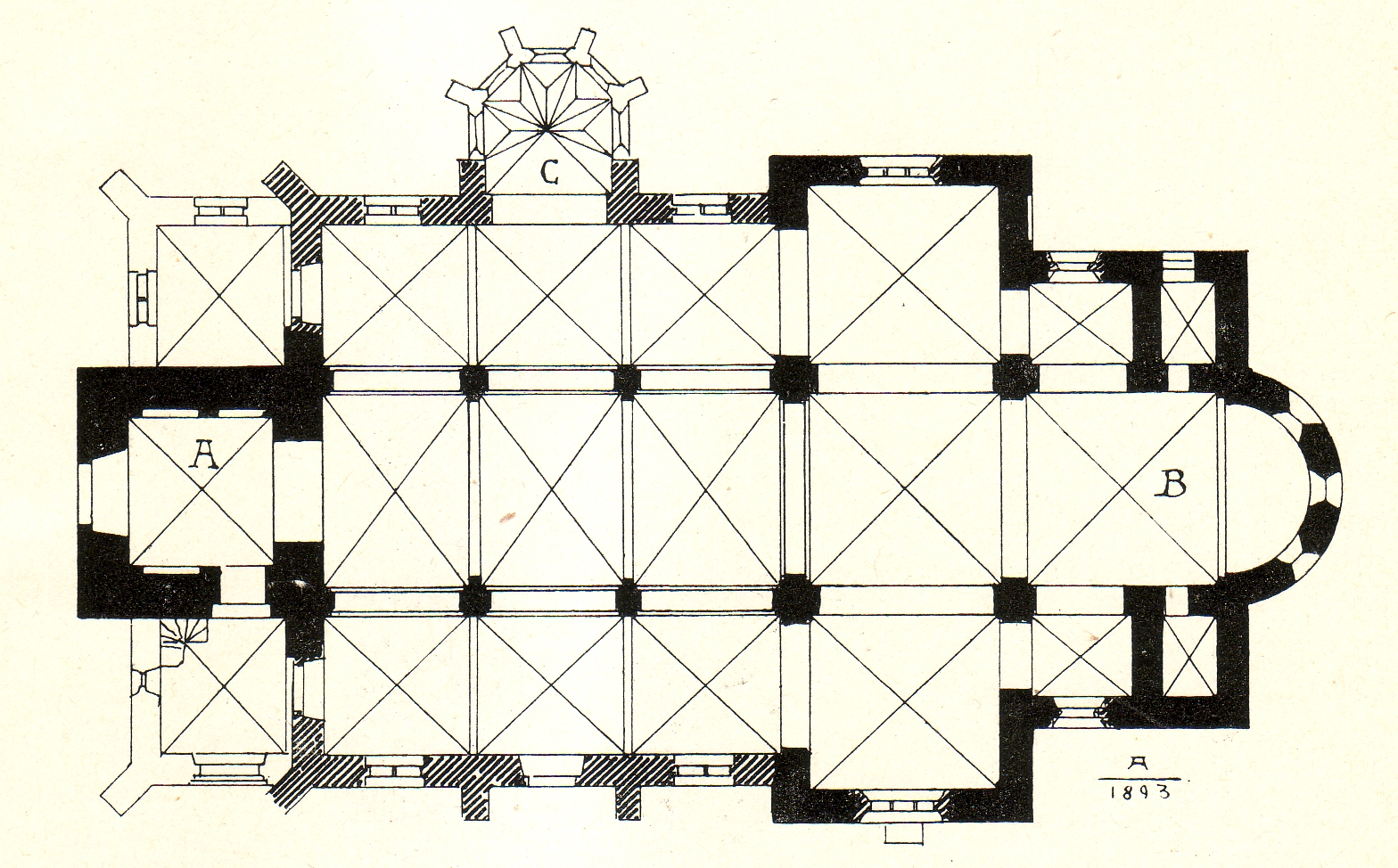
Grundriss 1893

Die Kirche wurde 1175 von Erzbischof Philipp von Heinsberg geweiht. Sie war ursprünglich eine basilikale Anlage. Von ihr haben sich das Querschiff, der Chor mit weiter halbrunder Apsis und die beiden grazilen Flankentürme erhalten. Sie sind aus Tuffstein gemauert. Das Mittelschiff und die beiden Seitenschiffe sowie der westliche Turm bestehen überwiegend aus Backstein. Das Hallenlanghaus aus Backstein und Tuffsteinbändern entstand um 1480, der Westturm wurde 1758 in Backstein erneuert und 1863 bis 1897 um ein Glockengeschoss erhöht.
St. Remigius gilt nach der Abtei Brauweiler als der bedeutendste romanische Kirchenbau im Rhein-Erft-Kreis. 
Seit den 1960er Jahren traten durch die mit der Grundwasserabsenkung für den Tagebau verbundene geologische Störung des „Giersbergsprunges“ starke Schäden im Mauerwerk und in den Gewölben auf. 1989 bis 1994 wurde die Kirche grundlegend saniert. Das gesamte Mauerwerk wurde durch ein Balkengitter unterfangen. Elektronisch gesteuerte mächtige Federn zwischen Balkenrost und Betonfundamenten gleichen unterschiedliche Bodenbewegungen aus. Die Kirche erweckt daher in ihrem untererdigen Teil den Eindruck, als stehe sie auf Stelzen. Durch diese technische Neuentwicklung konnte St. Remigius vor der drohenden Zerstörung bewahrt und für die Zukunft gesichert werden.

## Ausstattung
Der bedeutendste Ausstattungsgegenstand der Kirche ist die Pietà aus der Zeit um 1480, die 1803 aus dem säkularisierten Kloster Bethlehem hierhin übertragen wurde, was dazu führte, dass St. Remigius wie zuvor das Kloster eine Wallfahrtskirche wurde. 

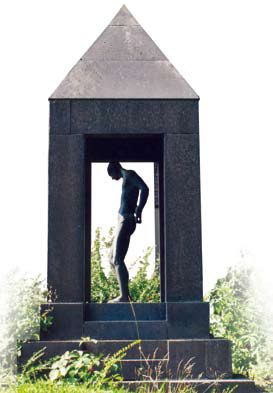
Die Plastik des heiligen Sebastian auf dem Kirchberg

Außerhalb der Kirche in der Nähe der Apsis befindet sich das von Gerhard Marcks 1956 geschaffene Mahnmal für die Toten beider Weltkriege und für die Opfer des Nationalsozialismus, eine Plastik des heiligen Sebastian ganz in figürlicher Tradition umgeben von Basaltlava. Das Werk entstand 1956 im Auftrag der Stadt Bergheim und wurde 1957 eingeweiht. Ursprünglich durchbohrten zwei Pfeile den Oberkörper der Skulptur, die jedoch vor einigen Jahren gewaltsam entfernt wurden. Eine Reparatur steht noch aus. 
Eine Kopie befindet sich im Vatikanischen Museum in Rom.
Die Orgel wurde 1997 von dem Orgelbauer Hartwig Späth (Marsch-Hugstetten) erbaut. Das Instrument hat 25 Register (1570 Pfeifen) auf zwei Manualen und Pedal. Die Spieltrakturen sind mechanisch, die Registertrakturen sind elektrisch.
| I Grand Orgue C– |                  |       |
| 1.               | Bourdon          | 16′   |
| 2.               | Montre           | 8′    |
| 3.               | Flute a Cheminee | 8′    |
| 4.               | Prestant         | 4′    |
| 5.               | Flute            | 4′    |
| 6.               | Doublette        | 2′    |
| 7.               | Fourniture III   | 1 ⁄3′ |
| 8.               | Fourniture II    | 1⁄2′  |
| 9.               | Trompette        | 8′    |

| II Récit C– |                           |       |
| 10.         | Flute traversiere         | 8′    |
| 11.         | Cor de nuit               | 8′    |
| 12.         | Gambe                     | 8′    |
| 13.         | Voix Celeste              | 8′    |
| 14.         | Flute Octaviante          | 4′    |
| 15.         | Nazard                    | 2 ⁄3′ |
| 16.         | Oktavin                   | 2′    |
| 17.         | Tierce                    | 1 ⁄3′ |
| 18.         | Plein Jeu IV              | 2′    |
| 19.         | Trompette harmonique      | 8′    |
| 20.         | Hautbois                  | 8′    |
|             | Tremblant (Octav. graves) |       |

| Pedal C– |                    |     |
| 21.      | Soubasse           | 16′ |
| 22.      | Flute              | 8′  |
| 23.      | Bourdon (= Nr. 21) | 8′  |
| 24.      | Flute (= Nr. 22)   | 4′  |
| 25.      | Bombarde           | 16′ |

- Koppeln: II/I, II/II (Suboktavkoppel), I/P, II/P

Eine 1987 gebaute Truhenorgel wurde 1992 in St. Remigius aufgestellt. Sie besitzt acht Register mit angehängtem Pedal. Über Lichtleiterkabel ist auch die Hauptorgel auf der Empore von der Truhenorgel aus spielbar.
| Manual C– |                 |       |
| 1.        | Gedeckt         | 8'    |
| 2.        | Flöte           | 4'    |
| 3.        | Prinzipal       | 2'    |
| 4.        | Flötenschwebung | 4'    |
| 5.        | Quinte          | 1 ⁄3' |
| 6.        | Oktave          | 1'    |
| 7.        | Oktave          | 1⁄2'  |
| 8.        | Regal           | 8'    |

| Pedal C–  |
| angehängt |

## Glocken
Zwei Mal lieferte die Glockengießerei Otto aus Hemelingen/Bremen Bronzeglocken für die St.-Remigius-Kirche, im Jahr 1906 vier Glocken (Gesamtgewicht von 5500 kg) mit der Disposition c' – es' – f' – g' und im Jahr 1926 vier Glocken (6500 kg) mit den Schlagtönen h0 – dis' – fis' – gis'(as'). Von diesen Glocken hat nur die kleine as-Glocke von 1926 die Glockenvernichtungen der beiden Weltkriege überstanden. Sie hängt heute zusammen mit vier Glocken der Glockengießerei Petit & Gebr. Edelbrock aus dem Jahr 1954 als kleinste Glocke in dem fünfstimmigen Geläut. Die vier Glocken von 1954 haben die gleiche Disposition wie die Otto-Glocken von 1906.

## Wallfahrt zur Schmerzhaften Mutter
Zwischen Juni und September ist Bergheim das Ziel von Wallfahrern zum Gnadenbild der Schmerzhaften Mutter aus dem Jahr 1480. Seit der Pest 1598 besteht die Wallfahrt.